# Of that Ilk
Of that Ilk est un terme utilisé par la Pairie d’Écosse pour montrer le titre de chef de clan dans certains Clan Écossais. Le terme "of that ilk"  veut dire  "du même [nom]", il est utilisé pour éviter la répétition dans le titre d'une personne. 
Historiquement, il était coutume dans le système féodal Écossais pour le laird d'un manoir, d'inscrire le nom de son fief dans son titre.Dans un certain nombre de cas, le nom du clan a été dérivé du nom du fief, la création d'une répétition (par exemple, "Lord Anstruther de Anstrusther", ou même "Lachlan Maclachlan de Maclachlan"), donc pour la commodité a été créé le terme "of that Ilk", (donc, "Anstryther of that Ilk" ou "MacLachlan of that Ilk").
De même pour les clans comprenant plusieurs branches cadettes, les dirigeants de ces branches ont une succession de noms distincts du nom du clan, laissant le terme "Of that Ilk" le chef du clan entier. Ainsi Mackenzie, dans son livre Observ. Laws & Customs of Nations, se réfère à une décision de Jacques VI "entre Blair of that Ilk, et Blair de Balthaiock", deux lairds du Clan Blair.

## Clans
Les clans suivant utilisent le terme "of that Ilk" dans le titre de leurs chefs.
- Clan Blackadder
- Clan Cockburn
- Clan Cranstoun
- Clan Dewar
- Clan Drummond
- Clan Home
- Clan Kinninmont
- Clan Lamont
- Clan MacLachlan
- Clan MacLeod
- Clan Moffat
- Clan Moncreiffe
- Clan Pringle
- Clan Swinton
- Clan Wallace